# Marqués de Bacqueville

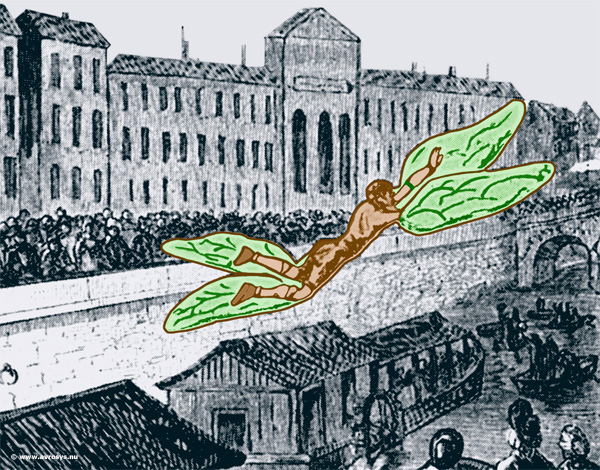

Jean-François Boyvin Bonnetot o marqués de Bacqueville (Bacqueville-en-Caux, 1688 - París, 7 de octubre de 1760), fue un inventor francés. El 19 de marzo de 1742, voló en un planeador sobre el río Sena. 
Jean-Jacques Rousseau observa y registra el hecho en su libro biográfico. Él mismo, equipado con alas, trató de volar desde la azotea del hotel. Brevemente, se elevó 300 metros por encima del Sena antes de caer en un bote y fracturarse la pierna.